# وردية لامبلمرة
وردية لامبلمرة (الاسم العلمي: Roseateles depolymerans) هي نوع من البكتيريا، سلبية الغرام، تتبع جنس الورداويات.